# Igreja de Santa Maria dos Milagres (Veneza)

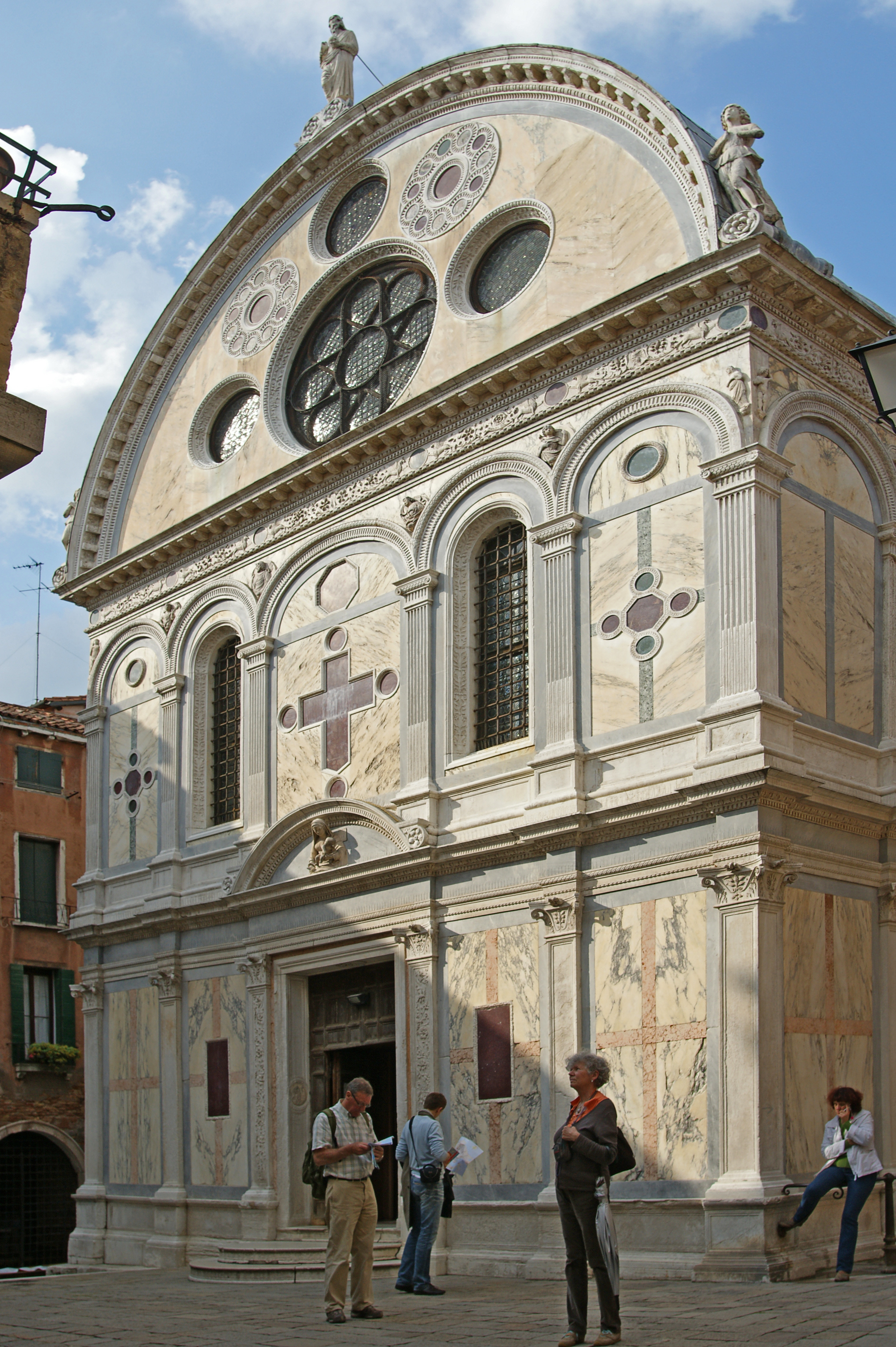
Santa Maria dei Miracoli

A igreja de Santa Maria dos Milagres (em italiano:  Chiesa di Santa Maria dei Miracoli) é uma igreja de Veneza (Itália), templo católico de estilo renascentista construído entre 1481 e 1489, projetado por Pietro Lombardo com a finalidade de dar uma localização digna à imagem da Virgem Maria venerada nesse lugar desde 1408.
A igreja foi edificada em estilo do renascimento veneziano: mármore branco, rosa e serpentina, colunas falsas nas paredes, parte alta da fachada semicircular, etc.
O interior tem uma única nave com una abóbada de berço e é dominado por uma escadaria que chega ao altar principal totalmente adornada por estátuas de Tullio Lombardo, Alessandro Vittoria e Nicolò di Pietro, enquanto que a abóbada se divide em cinquenta caixotões decorados com os rostos dos profetas, feitos por Vincenzo dalle Destre, irmão de Gerolamo Pennacchi, e Lattanzio da Rimini.

## Galeria de imagens

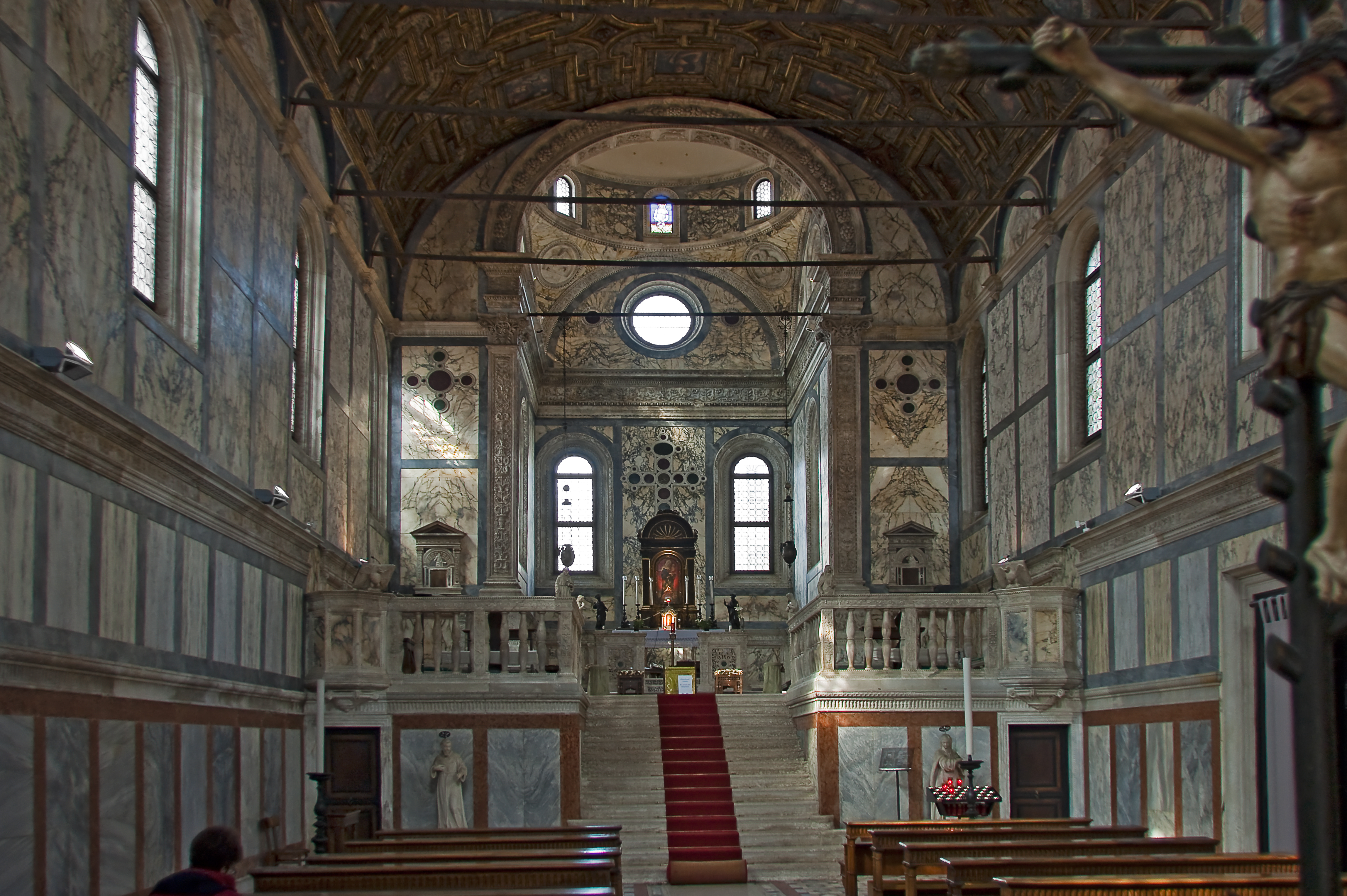
Dentro da igreja
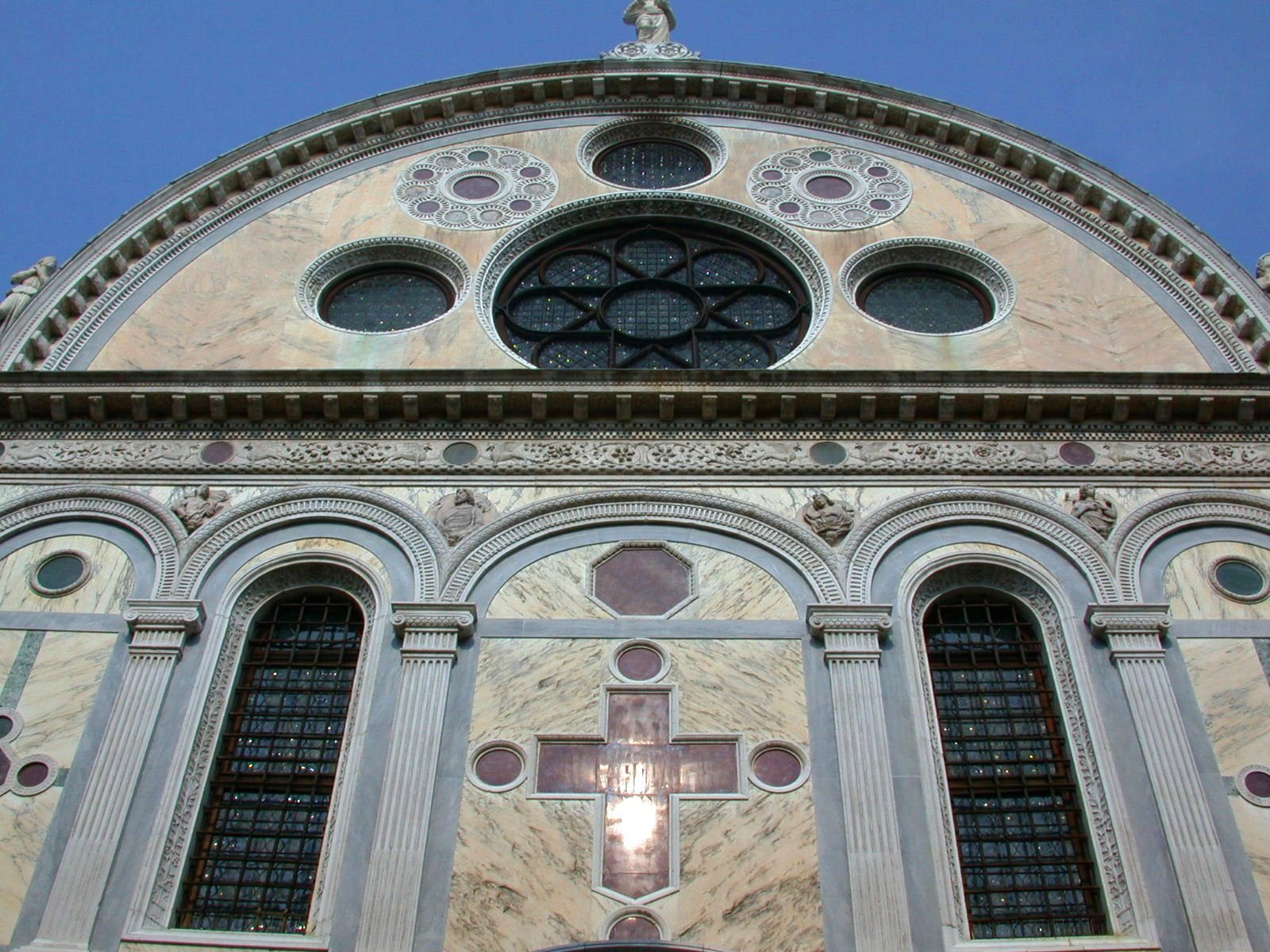
Frontispício (topo)
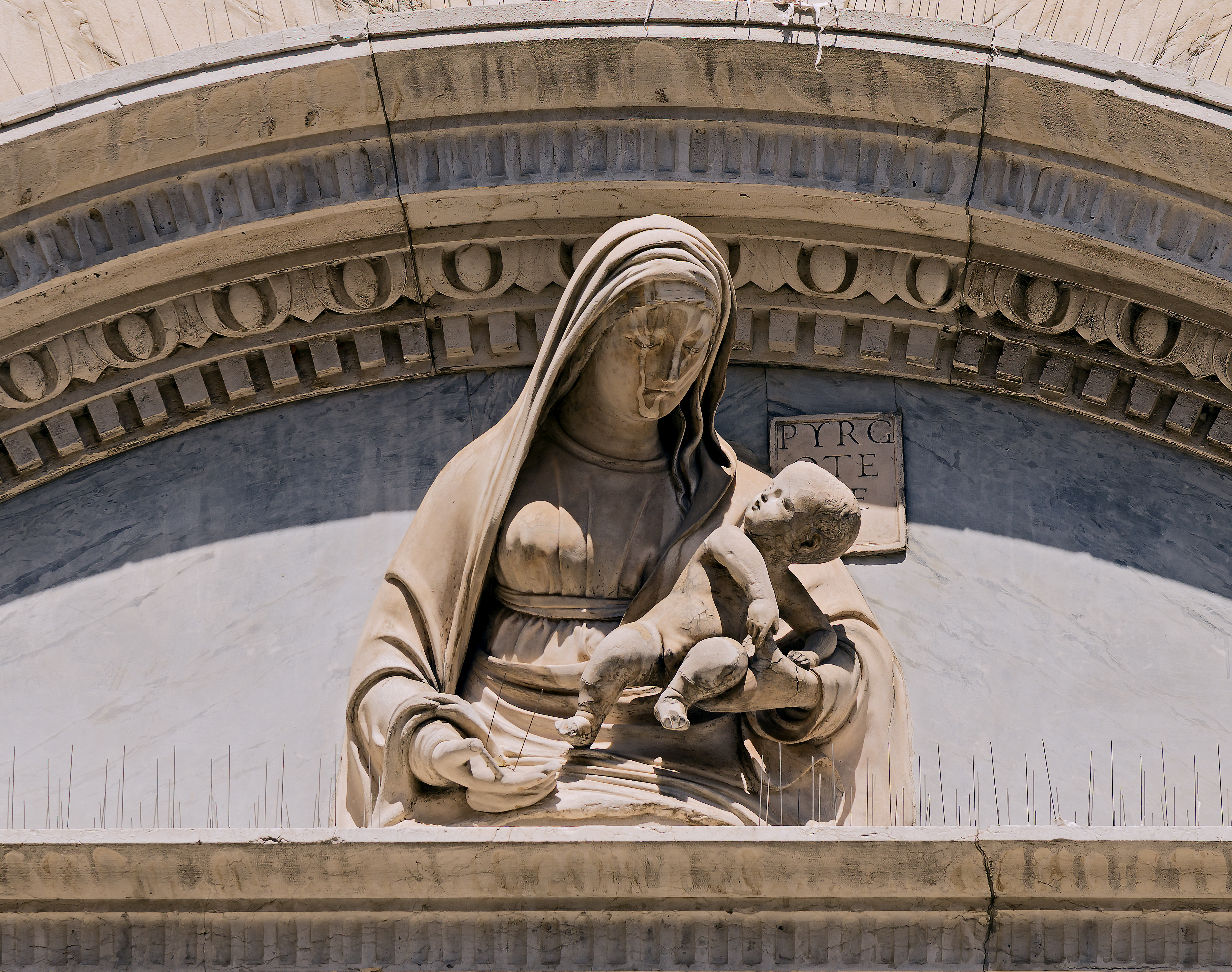
A Virgem (Jorge Láscaris 1480)
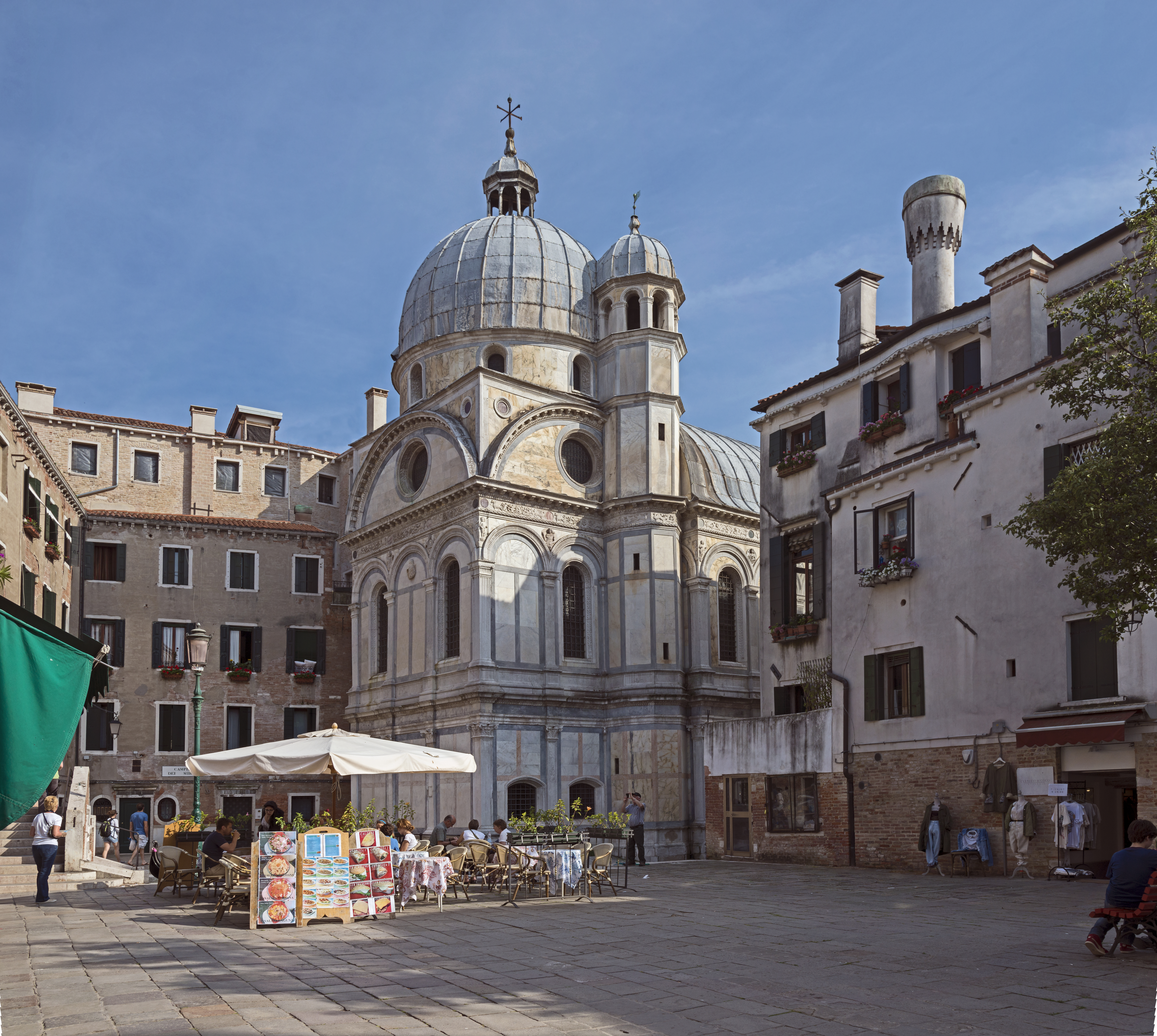
Ábside e cúpula